# Much Apu About Something
«Much Apu About Something» (укр. «Багато Апу із дечого») — дванадцята серія двадцять сьомого сезону мультсеріалу «Сімпсони», прем'єра якої відбулась 17 січня 2016 року у США на телеканалі «Fox».

## Сюжет
Спрінґфілд влаштовує парад на честь засновника міста Джебедайя Спрінґфілда. На ньому представляють його нову «балакучу» статую, що викликає негатив у глядачів. Під час параду Барт активує водяну гармату пожежної машини, намочивши шефа Віґґама. Врешті решт Департамент поліції Спрінґфілда вступає в битву проти добровольчої пожежної частини. В результаті неї танк SWAT втрачає контроль і знищує «Квікі-Март», ранячи Апу і його брата Санджея.
Барт бреше Гомеру, що це не він спричинив катастрофу, але у Гомера є відео-докази. Він каже синові, що у нього є два варіанти: поклястись більше ніколи не влаштовувати розіграші, або опинятися у в'язниці для неповнолітніх, коли Гомер передасть відео. Барт обирає перший…
У лікарні Санджей розповідає, що хоче звільнитися з роботи в «Квікі-Марті» і віддати свою частку магазину своєму синові Джамшиду «Джею» Нахасапемапетілон. Згодом, через шість тижнів після інциденту Апу їде подивитися, на що перетворився «Квікі-Март». Однак, Джей перетворив крамницю на магазин «Quick & Fresh» (укр. «Хутенько-свіженько»), який продає натуральні продукти. У туалеті магазину Джей пояснює, що Апу полюбляв терти лотерейні квитки. Через це він є власником 80 % магазину.
Тим часом Мілгаус намагається повернути старого Барта, але той чинить опір. Зрештою, Барт починає добре вчитися у школі. Він зауважує, що Гомер і Мардж насправді не хвалять своїх дітей, коли ті добре справляються, що змушує його краще зрозуміти молодшу сестру Лісу.
Джей злиться на свого дядька за стереотипну поведінку і звільняє Апу з роботи. Той настільки пригнічений, що він відправляється в таверну Мо. Мо переконує Гомера знову перетворити Барта на жартівника, щоб той розіграв на Джея, а Апу зміг повернути свій магазин. Барт неохоче, але повертається до свого старого стилю.
Барт вирішує, що найкращою витівкою було б вимкнути вимикач світла «Quick & Fresh» на тридцять секунд. Оскільки жоден з продуктів не має консервантів, все зігниє. Його перебиває Ліса, яка нагадує йому, що після того, як він перестав пустувати, вони більше люблять одне одного. Однак Барт неправильно трактує «безумовна любов» як знак того, що він може робити все, що захоче, та він все одно бути любим братом своєї сестри. Він відключає потужність магазину на кілька секунд.
Усередині магазину всі товари починають псуватися, відлякуючи покупців. Коли знову вмикається живлення, два масажні камені стикаються, створюючи іскру, а та призводить до великої пожежі. Оскільки пожежники використали всю свою воду та піну проти поліцейських на параді, вони не мають чим погасити пожежу, а магазин повністю зруйнований полум'ям.
Пізніше Апу просить вибачення за те, що сталося з Джеєм, але він також знаходить у середині уламків лотерейний квиток у стилі «Теорії Великого Вибуху». Він тре його, і завдяки трьом зображенням Шелдона Купера виграв мільйон доларів — достатньо грошей, щоб викупити його магазин і відновити «Квікі-март».
У фінальній сцені Мер Квімбі доручає шефу Віґґаму використати танк для знищення статуї Джебедії Спрінґфілда. Віґґам стріляє у статую, однак снаряди відбиваються і влучають у сам знищити танк, що дуже роздратувало Квімбі.

## Культурні відсилання і цікаві факти
- Назва серії — відсилання до 23 серії 7 сезону «Сімпсонів» «Much Apu About Nothing» (також про Апу), яка своєю чергою є відсиланням до комедії Вільяма Шекспіра «Much Ado About Nothing» (укр. «Багато галасу з нічого»).

## Ставлення критиків і глядачів
Під час прем'єри серію переглянули 3,95 млн осіб з рейтингом 1.8, що зробило її найпопулярнішим шоу на каналі «Fox» тієї ночі.
Денніс Перкінс з «The A.V. Club» дав серії оцінку A-, сказавши, що серія «про племінника Апу Джамшида (або Джея, як він себе називає), який перетворив „Квікі-Март“ на магазин здорової їжі, може пригадати улюблений епізод про гідність Апу перед обличчям ксенофобії Спрінґфілда [„Much Apu About Nothing“], — тут це також відбувається референдум щодо характеру самого Апу Нахасапімапетілона».
Згідно з голосуванням на сайті The NoHomers Club більшість фанатів оцінили серію на 4/5 із середньою оцінкою 3,41/5.